# Cementerio de Karacaahmet
El Cementerio de Karacaahmet (en turco: Karacaahmet Mezarlığı) es un histórico cementerio de 700 años de antigüedad, situado en Üsküdar, la parte asiática de Estambul en Turquía. El cementerio de Karacaahmet es el más antiguo de Estambul y con 750 acres (3,0 kilómetros cuadrados), el mayor cementerio de Turquía.
El cementerio recibió su nombre de un compañero guerrero de Orhan I, el segundo sultán otomano, y se cree que fue fundado a mediados del siglo XIV. Se estima que más de un millón de personas están enterradas en este cementerio sin fines de lucro. 
Karacaahmet cuenta con 12 parcelas, cada una dedicada a diferentes grupos religiosos.